# Kortne Ford
Kortne Thompson-Ford (Olathe, 26 gennaio 1996) è un ex calciatore statunitense, di ruolo difensore.

## Caratteristiche tecniche
È un difensore centrale.

## Carriera
Ha esordito in MLS l'8 ottobre 2017 con la maglia del Colorado Rapids in occasione dell'incontro pareggiato 1-1 contro lo FC Dallas.